# Hassan al-Lawzi
Hassan Ahmed al-Lawzi (en arabe: حسن أحمد اللوزي), né en 1952 à Sanaa (royaume mutawakkilite du Yémen) et mort le 13 juillet 2020 au Caire (Égypte), est un écrivain et homme politique yéménite.

## Biographie
Diplômé de l'université al-Azhar (Le Caire), Hassan al-Lawzi publie plusieurs recueils de poésie et de nouvelles, dont certains ont été traduits en anglais et en français (notamment dans la revue Aires, vol. 17, 1993, consacrée à la poésie yéménite). Il fonde et dirige le journal Al-Methaq et le magazine mensuel Ma'in.
Il s'engage ensuite dans la vie politique de la République arabe du Yémen au sein du Congrès général du peuple, occupant le poste de ministre de l'Information et de la Culture. Après l'unification du Yémen et la guerre civile 1994, il est nommé ambassadeur en Jordanie. En 2001, il est nommé au Conseil consultatif. Il est ainsi sénateur jusqu'en 2006.
En 2006, il redevient ministre de l'Information. Du 4 juin au 23 août 2011, il sert brièvement comme Premier ministre par intérim, en remplacement d'Ali Muhammad Mujawar.
Il meurt des suites du covid-19 dans sa résidence du Caire. Il est ensuite inhumé à Sanaa.